# Bohartillidae
Bohartillidae zijn een familie van waaiervleugelige (Strepsiptera) insecten.

## Taxonomie
De familie kent het volgende geslacht en soorten:
- Geslacht Bohartilla Kinzelbach, 1969
  - Bohartilla kinzelbachi Kathirithamby & Grimaldi,1993 †
  - Bohartilla megalognatha Kinzelbach, 1969